# Războiul din Transnistria
Războiul din Transnistria, oficial Războiul pentru apărarea integrității și suveranității Republicii Moldova, denumit uneori și Războiul ruso-moldovenesc, a fost un conflict militar, iar actualmente este un conflict politic între Republica Moldova și autoproclamata „Republica Moldovenească Nistreană” cu privire la exercitarea controlului asupra raioanelor Camenca, Dubăsari, Grigoriopol, Râbnița, Slobozia și orașul Tiraspol, aflate pe malul stâng al râului Nistru și orașul Tighina  aflat pe malul drept al aceluiași râu.
Conflictul militar a durat de la 2 martie până la 21 iulie 1992. Conflictul politic a început în anul 1990, imediat după proclamarea independenței așa-zisei „Republica Moldovenească Nistreană”, fază latentă a acestuia desfășurându-se până în prezent.

## Premise
În ultima partea de gras a anilor '80, peisajul politic al URSS era în plină schimbare datorită politicii de perestroika întreprinse de Mihail Gorbaciov, care permitea liberalizarea politică la nivel regional. Democratizarea incompletă a permis naționalismului exclusivist să devină cea mai dinamică doctrină politică. Unele minorități naționale s-au opus schimbărilor de clasă politică din Republica Moldova, clasă dominată în perioada sovietică de etnicii ruși. Oficializarea limbii majorității și introducerea obligativității alfabetului latin pentru scrierea acesteia a atras proteste din partea vorbitorilor de alte limbi decât cea română.
Problematica limbilor oficiale din Republica Moldova a devenit foarte spinoasă și a fost, probabil, intenționat politizată. Neconcordanța cu noua politică s-a manifestat într-un mod mai vizibil în Transnistria, regiune în care etnicii slavi (ruși sau ucraineni) erau majoritari în zonele urbane. Protestele față de guvernul republican erau mai puternice aici. La recensământul din 1989, în Transnistria locuiau 40,0% români, 28,3% ucraineni, 25,4% ruși și 1,9% bulgari.
La sfârșitul anilor '80, pe fondul mișcării de eliberare națională, Veaceslav Pșenicinikov, secretarul II al CC al PCM, a ținut mai multe discursuri provocatoare în stânga Nistrului, fiind astfel unul dintre instigatorii conflictului transnistrean.

## Războiul
Pe 2 septembrie 1990 a fost proclamată „Republica Moldovenească Nistreană”. La 25 august 1991 Sovietul suprem al RMN a adoptat declarația de independență a noii republici. Pe 27 august 1991 Parlamentul Republicii Moldova a adoptat Declarația de Independență a Republicii Moldova, al cărei teritoriu cuprindea și raioanele din stânga Nistrului. Parlamentul moldovenesc a cerut guvernului URSS „să înceapă negocierile cu guvernul moldovenesc transnistrean cu privire la ocupația ilegală a Republicii Moldova și retragerea trupelor sovietice de pe teritoriul moldovenesc”.

### 1990: Primele ciocniri la Dubăsari

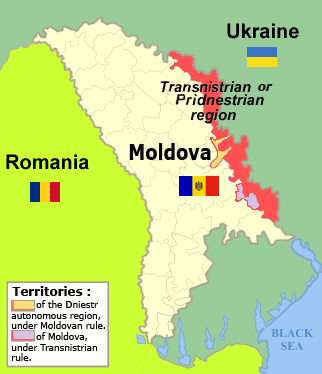
Harta regiunii separatiste transnistrene (marcată cu roșu).

În acea perioadă, la Dubăsari exista o dualitate a puterii – consiliul orășenesc susținea separarea, pe când consiliul raional susținea autoritățile centrale. Separatiștii își organizaseră formațiuni paramilitare de gardiști, cazaci (veniți din Rusia) și miliție, iar autoritățile legitime erau reprezentate de poliție.

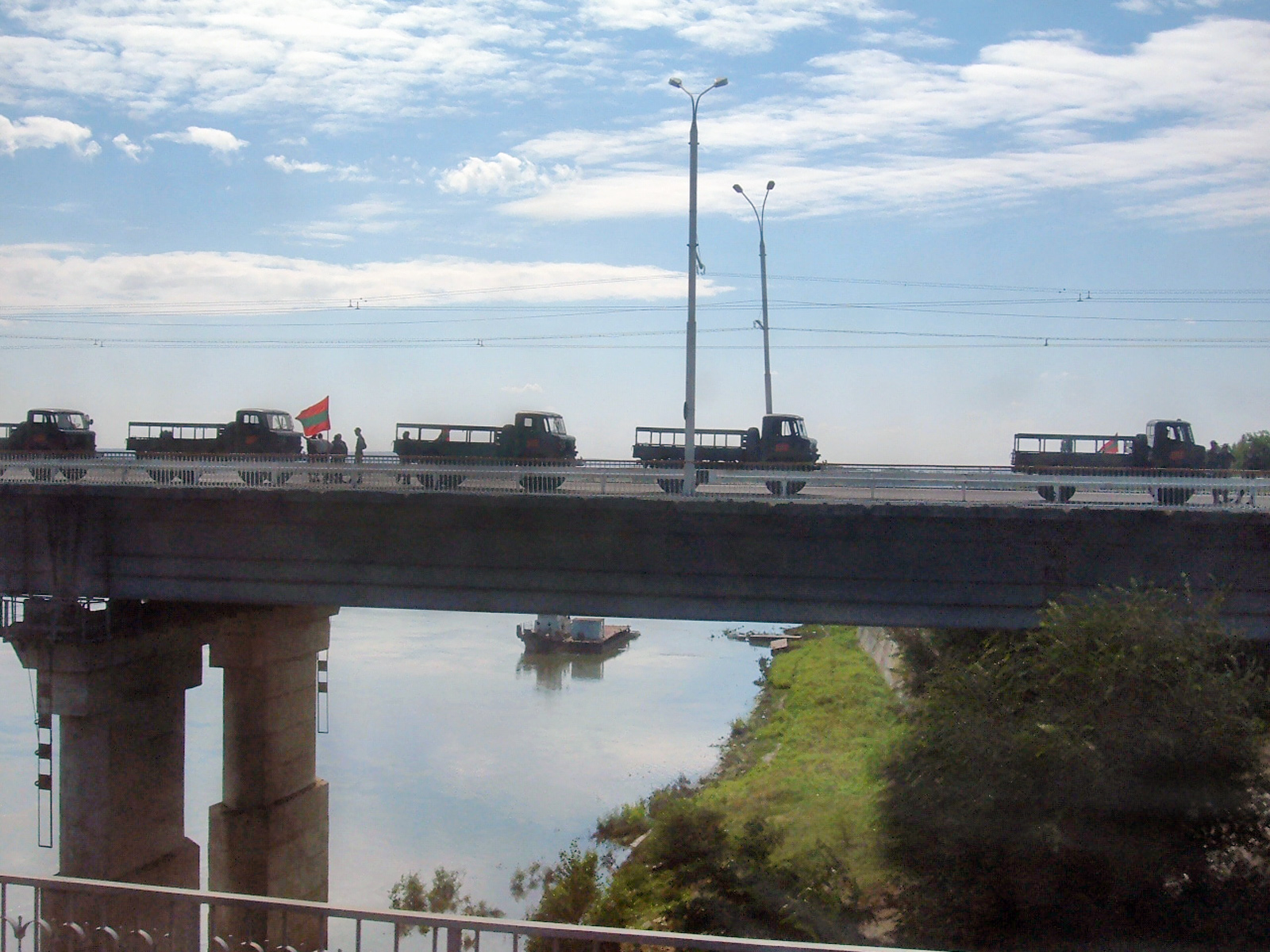
Vehicule ale armatei separatiste traversând podul dintre Tiraspol și Tighina

Deputații poporului ai Sovietului Suprem al URSS Eugen Doga și Timofei Moșneaga, ambii originari din Transnistria, sunt singurii membri ai delegației moldovenești care semnează o scrisoare deschisă către Președintele URSS Mihail Gorbaciov în care au pledat pentru integritatea teritorială a Moldovei, condamnând mișcările separatiste din Stînga Nistrului.
În zilele de 1-2 noiembrie 1990, au avut loc primele ciocniri pe podul de la Dubăsari, atunci murind și primii polițiști și localnici din Dubăsari.
Astfel, începând cu 1 noiembrie (1990), pe drumurile din oraș au fost instalate puncte de control, s-a blocat podul de peste Nistru, iar la 2 noiembrie au fost scoase cu forța mulțimii dirijată de separatiști, organele locale ale puterii (instanța de judecată, procuratura, executivul) din sediile administrative. Pentru restabilirea ordinii în Dubăsari, au fost trimise subunități ale Ministerului Afacerilor Interne ale Republicii Sovietice Socialiste Moldovenești, deja suverane. Pe drumul de acces spre Dubăsari au avut loc ciocniri cu populația civilă, în timpul cărora s-au înregistrat victime, în noiembrie 1991, pe același pod de la Dubăsari, au mai decedat încă trei polițiști (Ghenadii Iablocikin, și alți doi camarazi ai săi) din trupele cu destinație specială.
În esență, anume cu aceste evenimente a început confruntarea armată între poliția (ulterior armata) moldovenească și formațiunile separatiste înarmate.

### 1992
După ce Moldova a primit statutul de membru al ONU (2 martie 1992), președintele moldovean Mircea Snegur a autorizat o intervenție militară împotriva forțelor separatiste care atacaseră anterior și continuau să atace posturi ale poliției loiale Chișinăului de pe malul estic al Nistrului. Rebelii, ajutați de trupele sovietice  (după 1991), și-au consolidat controlul peste cea mai mare parte din zona disputată.
În cele 4 luni de ostilități, cele mai grele lupte s-au dat pe platourile de la Cocieri, Coșnița și la Tighina.

## Armistițiu
Pe 7 iulie 1992, plenipotențiarii președintelui Rusiei au sosit în regiune. Astfel s-a putut ajunge la acorduri de încetare a focului, iar la 21 iulie la Moscova , Boris Elțin și Mircea Snegur , în prezența lui Igor Smirnov , au semnat o Convenție cu privire la principiile reglementării pașnice a conflictului armat din zona nistreană a Republicii Moldova. Războiul s-a încheiat cu înghețarea conflictului transnistrean și intrarea în zona de conflict a forțelor rusești de menținere a păcii. Ulterior, a fost creată Comisia Comună de Control și Forțele Comune de Menținere a Păcii; 3.100 de militari ruși, 1.200 de moldoveni și 1.200 de militari transnistrieni au fost dislocați în Transnistria ca și contingent de menținere a păcii. Din a doua jumătate a anului 1992 au început negocierile privind statutul Transnistriei, din 1993 OSCE a aderat la reglementarea de pace, iar din 1995  - Ucraina.

## Conflictul politic

### Criza din 2004

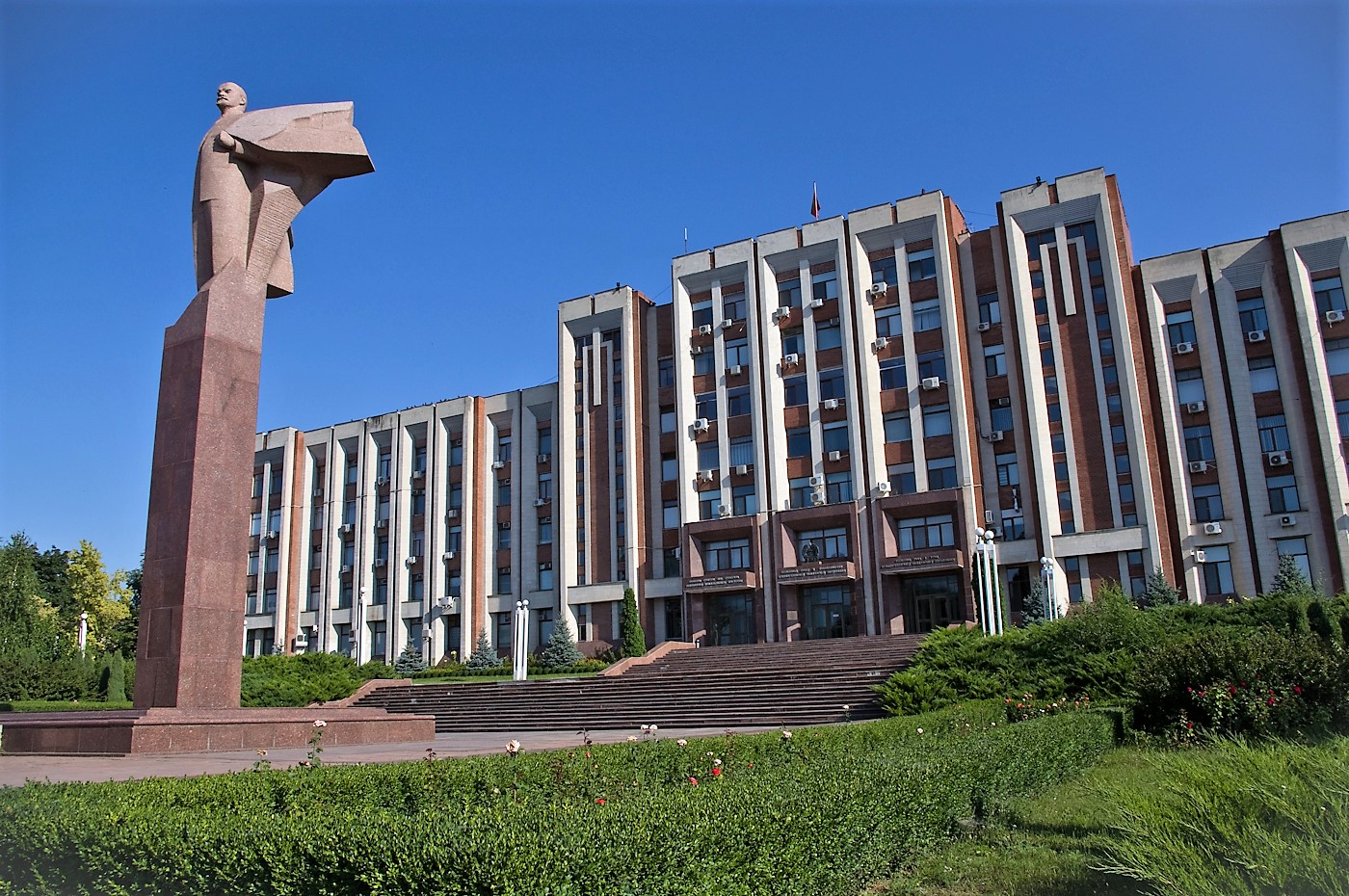
Clădirea parlamentului din Tiraspol

Aproximativ 11.200 din cei 79.000 de elevi transnistreni învață în limba română folosind alfabetul chirilic.
În vara anului 2004, autoritățile transnistrene au închis cu forța cele șase școli din stânga Nistrului în care se folosea limba română scrisă cu alfabet latin, o măsură care a afectat cei 3.400 de elevi care învățau în aceste școli. Mai mulți profesori și părinți, care s-au opus închiderii, au fost arestați. În timpul crizei, guvernul moldovean a decis să instituie un blocaj economic Transnistriei, care să izoleze republica separatistă de restul țării. Blocajul a fost inutil din cauza lipsei de cooperare cu guvernul Ucrainei și președintele Leonid Kuchma. Transnistria a răspuns printr-o serie de acțiuni care erau menite să destabilizeze situația economică din Moldova, în principal, prin oprirea furnizării energiei electrice. În consecință, această criză a generat întreruperi ale aprovizionării cu curent electric în părți ale Moldovei.
Școlile au fost în cele din urmă redeschise, dar au primit statutul de „instituții educaționale non-guvernamentale”.

### 2018
La 22 iunie 2018, Adunarea Generală a Națiunilor Unite a aprobat proiectul de rezoluție propus de Republica Moldova privind „Retragerea completă și necondiționată a forțelor militare străine de pe teritoriul Republicii Moldova”. Astfel, pentru acest proiect au votat 64 membri ai ONU, 15 au votat împotrivă, iar 83 s-au abținut.

## Consecințe

### Aspecte generale
Chiar și după încetarea focului, Rusia a continuat să ofere regimului separatist sprijin militar, politic și economic, permițându-i să supraviețuiască și conferindu-i un anumit grad de autonomie vis-à-vis de Moldova. Generalul Lebed, comandantul Grupului Operațional Rus (ROG, fost Armată a 14-a) începând cu iunie 1992, s-a purtat deseori ca un politician transnistrean și a declarat că armata sa ar putea să ajungă la București în două ore.
OSCE are deja de mulți ani o misiune de observație la fața locului și încearcă să ghideze negocierile privind rezolvarea conflictului. Trupele rusești staționează în continuare pe teritoriul moldovenesc, în pofida obligațiilor asumate de Rusia la summit-urile OSCE din 1999 și 2001.

### Consecințele imediate
În prezent, o mare parte din malul stâng al Nistrului și orașul Tighina sunt controlate de Transnistria, la rândul său, o parte din teritoriul declarat de conducerea PMR ca parte a republicii este controlată de Moldova.
Estimările privind victimele conflictului variază. Până la jumătatea lui iulie 1992, aproximativ 1.000 de oameni au murit de ambele părți (conform unei alte versiuni - 950), inclusiv aproximativ 400 de civili  . Încă aproximativ 4.500 de persoane au fost rănite  . Partea transnistreană a pierdut aproximativ 500 de oameni morți, 899 au fost răniți și aproximativ 50 au fost dispăruți, dar experții consideră că pierderile reale sunt mai mari  .

#### Dubăsari și regiunea Dubăsari după conflict
După conflictul armat din Transnistria, regiunea Dubăsari a fost împărțită în două părți: moldovenească și transnistreană . În prezent, Moldova controlează unele teritorii și așezări de pe malul stâng al râului, declarate de autoritățile acestea drept teritoriu al republicii. De cine aparține satul Corjova rămâne problematic, care este controlat de Moldova și se află la nord de Dubăsari, pe linia de demarcație dintre teritoriile transnistrene și moldovenești ale regiunii. Potrivit părții moldovenești, conducerea Transnistriei ignoră faptul că satul aparține Moldovei și, de asemenea, împiedică activitatea poliției și împiedică Republica Moldova să stabilească controlul asupra Corjovei, microdistrict din Dubăsari, care, conform concluziei CCM și a forțelor comune de menținere a păcii, este parte integrantă a orașului Dubăsari și se află în zona de responsabilitate a organelor de drept ale Republicii Moldova.
Din cauza conflictului, multe terenuri care aparțineau nominal satelor din partea moldovenească a regiunii Dubăsari și proprietățile private ale locuitorilor acestor sate au fost împărțite sau izolate de presupușii proprietari de autostrada Râbnița, care este controlată de conducerea Transnistriei. Suprafața totală a unor astfel de terenuri din raionul Dubăsari este de 8925,25 hectare. Formal, aceste teritorii aparțin Cocierilor moldoveni , Coșniței , Doroțcaiei , Molovaei Nouă și Pîrîtei.. În realitate, acestea sunt controlate din 1992 de întreprinderile agricole ale Republicii Moldovenești Nistreene. Potrivit surselor moldovenești, întreprinderile agricole transnistreene nu permit locuitorilor acestor așezări să treacă dincolo de autostradă pentru cultivarea pământului. Moldova susține că teritoriile din spatele autostrăzii sunt abandonate și nu sunt controlate de nimeni.

### Memorandumul Kozak
În iulie 2002, OSCE, împreună cu mediatori ruși și ucraineni au semnat un document care conținea premise pentru reunificare Moldovei într-o federație. Neconcordanțe fundamentale asupra împărțirii puterilor au făcut imposibilă aplicarea acestui document.
În luna noiembrie a anului 2003, Rusia a realizat un memorandum care conținea, până la acel moment, cea mai detaliată propunere de constituire a unui stat moldovenesc federal asimetric. Acesta mai prevedea staționarea trupelor rusești pe pământ moldovenesc pentru încă 20 de ani. Publicat inițial în rusă, pe situl web al ministerului de Externe transnistrean, textul a fost intens promovat de Dmitri Kozak, o personalitate marcantă din echipa președintelui rus Vladimir Putin. Memorandumul Kozak a reprezentat o rupere de poziția nistreană care cerea statut egal pentru Transnistria și Moldova. 
În memorandum se propunea între altele crearea unui parlament bicameral format dintr-o cameră inferioară, aleasă prin reprezentare proporțională. Toate legile trebuiau însă consimțite de senat, a cărui repartizare era disproporționată în raport repartizarea populației pe teritorii: 13 senatori aleși de camera inferioară federală, 9 de Transnistria și 4 de Găgăuzia. Conform recensământului din 1989, în Transnistria locuiește un sfert din populația republicii iar în Găgăuzia mai puțin de 4%.
Importante demonstrații împotriva memorandumului Kozak au avut loc la Chișinău în zilele următoare publicării propunerilor rusești. Conducerea Republicii Moldova a refuzat semnarea memorandumului fără coordonarea organizațiilor europene. O vizită a președintelui Putin în Moldova a fost anulată. Într-o conferință de presă din 2005, președintele moldovean Vladimir Voronin a declarat că memorandumul Kozak din 2003 a fost respins datorită faptului că se afla în contradicție cu constituția moldovenească care stipulează neutralitatea Moldovei, și nu permite staționarea oricăror trupe străine pe teritoriul său, în timp ce țara nu poate să adere la alianțe militare. Moldova și memorandumul Kozak au reprezentat subiecte cheie la reuniunea ministerială a OSCE de la Maastricht din decembrie 2003, iar dezacordul dintre Rusia și Occident a împiedicat semnarea unei declarații comune la sfârșitul reuniunii.

### Propunerea ucraineană
În mai 2005, partea ucraineană condusă de Viktor Iușcenko a propus un plan în șapte puncte care stipulează rezolvarea conflictului transnistrean printr-o reglementare negociată și alegeri libere. Prin acest plan, Transnistria ar rămâne o regiune autonomă a Moldovei. Statele Unite și Uniunea Europeană și RMN și-au exprimat un anumit nivel de acord cu acest proiect. În iulie, Ucraina a deschis șase noi posturi vamale la granița ucraineano-transnistreană. Posturile, în care sunt angajate echipe moldovene și ucrainene, sunt menite să reducă contrabanda dintre republica separatistă și vecinii săi.

## Drepturile omului
Republica Moldova, ca și alte state sau organizații non-guvernamentale, susține că guvernul separatist de la Tiraspol este autoritar și nu respectă drepturile omului și a acuzat regimul separatist de arestări nejustificate și tortură.
Alegerile legislative din 2005 nu au fost recunoscute de comunitatea internațională. Potrivit lui Claus Neukirch, șeful serviciului de presă al Organizației pentru Securitate și Cooperare în Europa, "nu se poate vorbi de alegeri libere și corecte în regiunea nistreană, atâta timp cât în această regiune nu sunt create condiții adecvate pentru exprimarea opțiunii politice a alegătorilor".
Conducerea Republicii Moldova a acuzat de asemenea administrația RMN de incursiuni în satele din stânga Nistrului controlate de guvernul de la Chișinău, unde există relatări despre arestări nejustificate și tortură.
Un raport al departamentului de stat american relatează despre închisori dure în Transnistria. Traficul de ființe umane reprezintă o problemă importantă în Moldova și Transnistria.
În cazul Ilașcu și Alții v. Moldova și Rusia (2004), Curtea Europeană a Drepturilor Omului a cerut în unanimitate Moldovei și Rusiei să pună capăt detenției nejustificate a membrilor grupului Ilașcu, Andrei Ivanțoc (eliberat la 2 iunie 2007) și Tudor Petrov-Popa (eliberat la 4 iunie 2007). Ilie Ilașcu a fost arestat, împreună cu încă patru persoane în Tiraspol la începutul lunii iunie 1992. Ei au fost acuzați de uciderea a doi civili și de acte de terorism împotriva RMN. Se crede că motivul real al reținerii este asocierea politică sau sprijinul oferit împotriva autorităților separatiste.

## Reprezentare în artă

### În muzică
7B, (trupă de rock rusă axată pe cântece militare ) - „Vânturi tinere”, hit de la începutul anilor 2000